# Flying-M Ranch

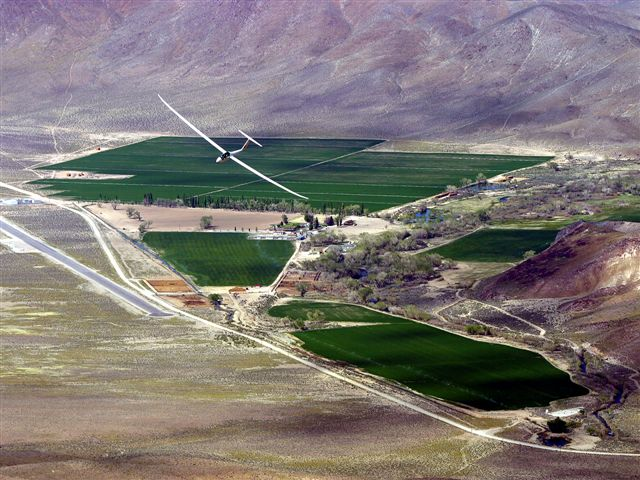
Duo Discus über der Ranch

Die Flying-M Ranch ist ein Anwesen des Hotelkettenbesitzers und Milliardärs Barron Hilton etwa 100 km südlich von Reno in Nevada. Es besitzt einen Flugplatz, der Stützpunkt für viele Segelflugwettbewerbe ist. Die bis über 4.000 m hohen Berge der Sierra Nevada und die Wüste bieten ideale Aufwinde. In einem Hangar befinden sich etwa ein dutzend historischer Flugzeuge, die noch flugtüchtig sind. Die Landebahn hat die Maße 5500 Fuß × 45 Fuß (1676 m × 14 m). Die Ranch umfasst etwa 2200 km² Fläche in Nevada und Kalifornien.
Die Gewinner des Barron Hilton Cups werden für eine Woche auf die Ranch eingeladen.

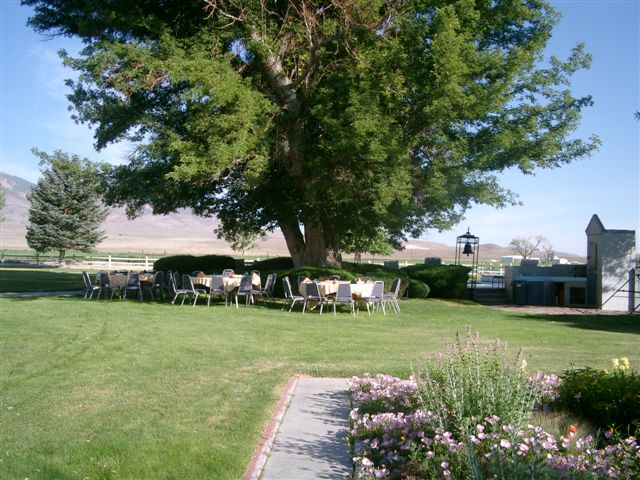
Garten des Haupthauses

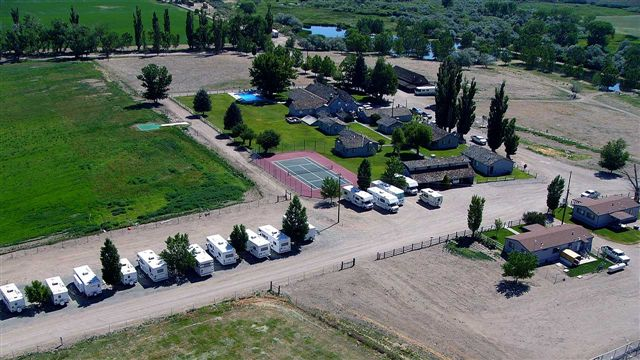
Überflug